# Grad Ilpenstein
Grad Ilpenstein (nizozemsko Slot Ilpendam) je bil grad viteški plemiški dvor, ki je stal  v vasi Ilpendam severno od mesta Amsterdam, kot grad svobodnega visokega gospostva Purmerland in Ilpendam. Grad je bil razgrajen leta 1873. Na njegovem mestu danes ni vidnih sledi razen vodnih jarkov.

## Zgodovina
Leta 1618 je Volkert Overlander, župan in svetnik mesta Amsterdam, pridobil oziroma kupil svobodno visoko gospostvo Purmerland in Ilpendam. Še istega leta je začel graditi grad  Ilpenstein na stari utrdbi, zgrajeni na začetku osemdesetletne vojne.  Zaradi stolpov in jarkov je bil videti kot grad, v resnici pa je bil bolj dvorec kot pa obrambni grad. Eden od grajskih gospodov je ostal znan: Frans Banninck Cocq, gospodar Purmerlanda in Ilpendama, ki ga je kot stotnika amsterdamske milice ovekovečil Rembrandt v svoji Nočni straži. Po smrti Banninga Cocqa leta 1655 (in njegove vdove leta 1678) je grad padel v roke amsterdamske regentske družine De Graeff. 
Leta 1662 sta bila pesnik Gerard Brandt in veliki upokojenec Johan de Witt prisotna na poroki Pietra de Graeffa in Jakobe Bikker v Ilpensteinu. V gradu so hranili plašč Johana de Witta, ki ga je nosil med napadom nanj v noči z 21. na 22. julij 1672, v katerem je bil z nožem ranjen v ramo.
Zadnja prebivalca gradu Ilpenstein sta bila Kristina Elizabeta de Graeff (†1872) in njen mož Jakob Gerrit Garderenski (†1856). Nekateri prebivalci so bili pokopani v kriptah reformirane cerkve v Ilpendamu . Grad je bil leta 1872 prodan in porušen. Na mestu gradu se je pojavila kmetija.

### Znani lastniki/prebivalci gradu
- Frans Banning Cocq (1605-1655), župan Amsterdama
- Kornelis de Graeff (1599-1664), amsterdamski župan in regent Republike sedmih združenih provinc Nizozemske
- Pieter de Graeff (1638-1707), vodja-direktor Nizozemske vzhodnoindijske družbe (VOC).

- Portret Fransa Banniga Cocqa,
- Grad Ilpenstein ali tudi hiša ali dvor v Ilpendamu 1725; Abraham de Haen  (1707–1748); Rijksmuseum Amsterdam
- Pogled na grad Ilpenstein, Ilpendam, z lovsko druščino v ospredju, 1728; Cornelis Pronk  (1691–1759)
- Lokacija Ilpensteina